# Джексон, Шерри
Шерри Джексон (англ. Sherry Jackson, род. 15 февраля 1942) — американская актриса, карьера которой началась ещё в детском возрасте.

## Карьера и личная жизнь
Будучи ещё семилетним ребёнком, Шерри дебютировала в мюзикле «You’re My Everything» с Энн Бакстер и Дэном Дэйли в главных ролях. В 50-х она несколько раз появляется в фильмах «Ma and Pa Kettle» в роли Сьюзи Кэттл, одной из многочисленных детей семейства Кэттлов. В 1950 году на экраны выходит фильм-нуар «Переломный момент» с Джоном Гарфилдом, в этом фильме Джексон также получила роль.
Актриса запомнилась американским зрителям в роли Терри Уильямс в телевизионном сериале «Освободите место для папочки». В течение её работы на съёмках сериала, у Шерри установилась сильная эмоциональная связь с Джин Хаген, её экранной матерью. Однако Хаген покинула сериал в 1956 году после окончания третьего сезона. Джексон снималась в нём ещё два года до истечения контракта в 1958 году.
В течение следующих нескольких лет Джексон приняла участие в съёмках сериалов «Сансет-Стрип, 77», «Караван повозок», «Затерянные в космосе», «Дикий, дикий Запад», «Бэтмен», «Дни в Долине Смерти» и других. Одной из самых запоминающихся ролей Шерри Джексон стал образ андроида Андреа в эпизоде «Из чего сделаны девочки?» сериала «Звёздный путь».
В 1967 году режиссёр Блейк Эдвардс выпускает детективный фильм «Ганн» (на основе сериала «Питер Ганн»), в котором Шерри Джексон снимается в обнажённой сцене. В августе журнал Playboy опубликовал кадры этой обнажённой сцены из фильма.
В том же году Джексон вступила в отношения с американским бизнесменом Флетчером Р. Джонсом. 7 ноября 1972 года самолёт, на котором летел Джонс, потерпел крушение. Самолёт рухнул в 8 милях к востоку от аэропорта Сайта-Йнез, в Санта-Барбаре, Калифорния. Через пять месяцев после гибели бизнесмена, Джексон обратилась в суд с просьбой отсудить ей $1 миллион со счёта Эдвардса. Однако тяжба оказалась безуспешной.
8 февраля 1960 года Шерри Джексон получила звезду на Голливудской «Аллее славы».